# Office des chemins de fer algériens
Pour les articles homonymes, voir CFA.
L'Office des chemins de fer algériens (Office CFA) est créé le 1er janvier 1939 pour exploiter le réseau de chemins de fer algérien. L'Office CFA disparaît le 1er janvier 1960, remplacé par la Société nationale des chemins de fer français en Algérie à la suite d'une convention du 30 juin 1959 avec l'Etat.

## Histoire
Le 1er juillet 1921 un partage du réseau ferroviaire algérien avait été établi entre le PLMA et la Compagnie des Chemins de fer algériens de l'État. Cette situation prend fin en date du 30 mai 1938.
Les réseaux des deux compagnies sont alors nationalisés et rattachés à la Société nationale des chemins de fer français (SNCF). L'exploitation du réseau algérien est confiée le 1er janvier 1939 à l'Office des chemins de fer algériens.
Parmi ses dirigeants, on note Jacques René François André Claudon, commandeur de la Légion d'honneur en 1951.

## Le réseau
Le réseau ferroviaire est constitué de ceux de la compagnie  PLMA et de la Compagnie des Chemins de fer algériens de l'État
Les voies de ces réseaux sont à trois écartements différents : standard (1 435 mm) sur les grandes lignes, 1 mètre sur les lignes secondaires de l'est algérien, 1 055 mm sur les lignes secondaires de l'ouest algérien.

### Évolution du réseau
L'objectif est de réduire le réseau à voie étroite  en transformant les lignes à gros trafic à l'écartement normal,
et en abandonnant l'exploitation des lignes peu rentables,
- Oued Kébérit – Tébessa	(68,2km): transformation de la voie métrique à l'écartement normal en 1942,
- Tébessa – El Kouif (24,8km): transformation de la voie métrique à l'écartement normal en 1946,
- Oued Kébérit – El Kouif (95 km): électrification en 1951,
- Souk Ahras – Tarja (8,5km): électrification en 1951,
- Biskra – Touggourt (217km): transformation de la voie métrique à l'écartement normal mis en service le 20 décembre 1957

## Identité visuelle

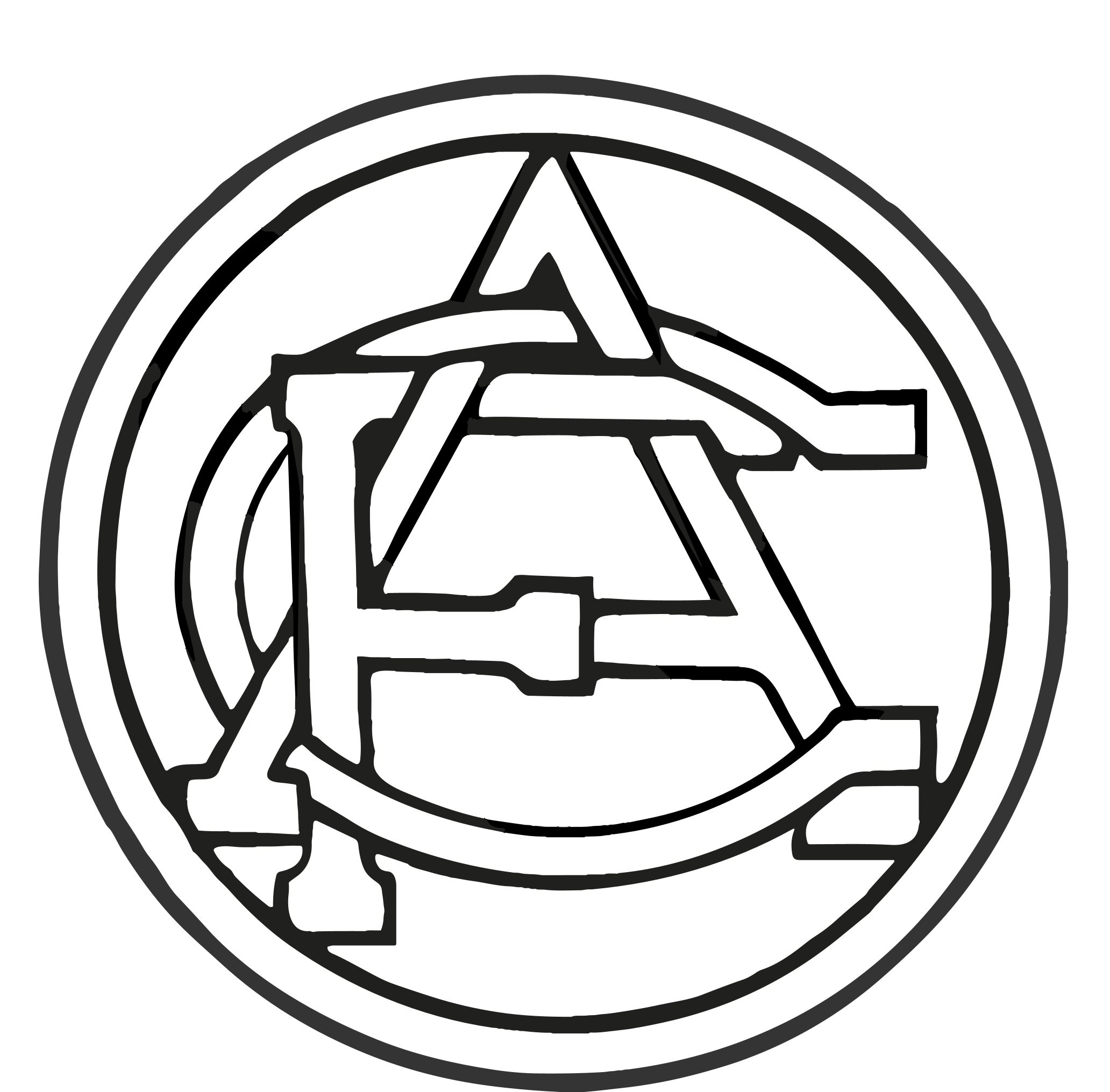
Logo dans les années 1940.
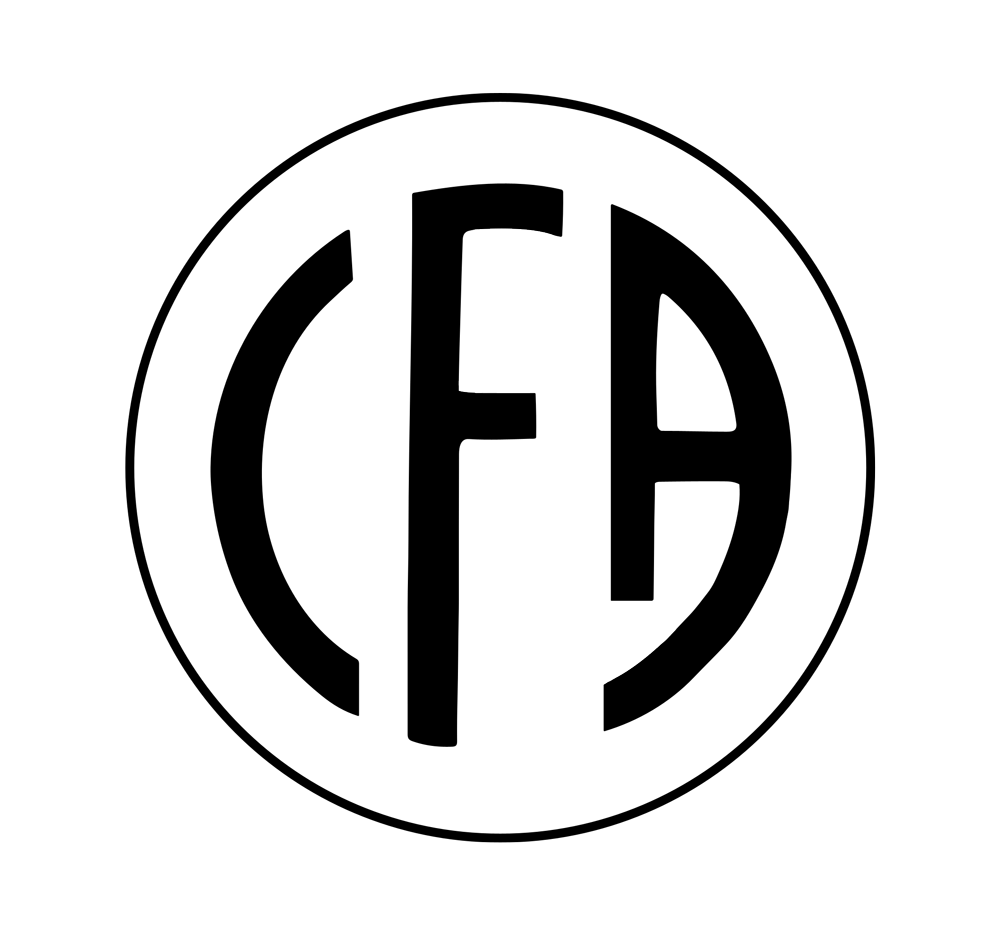
Logo apparu en 1948.
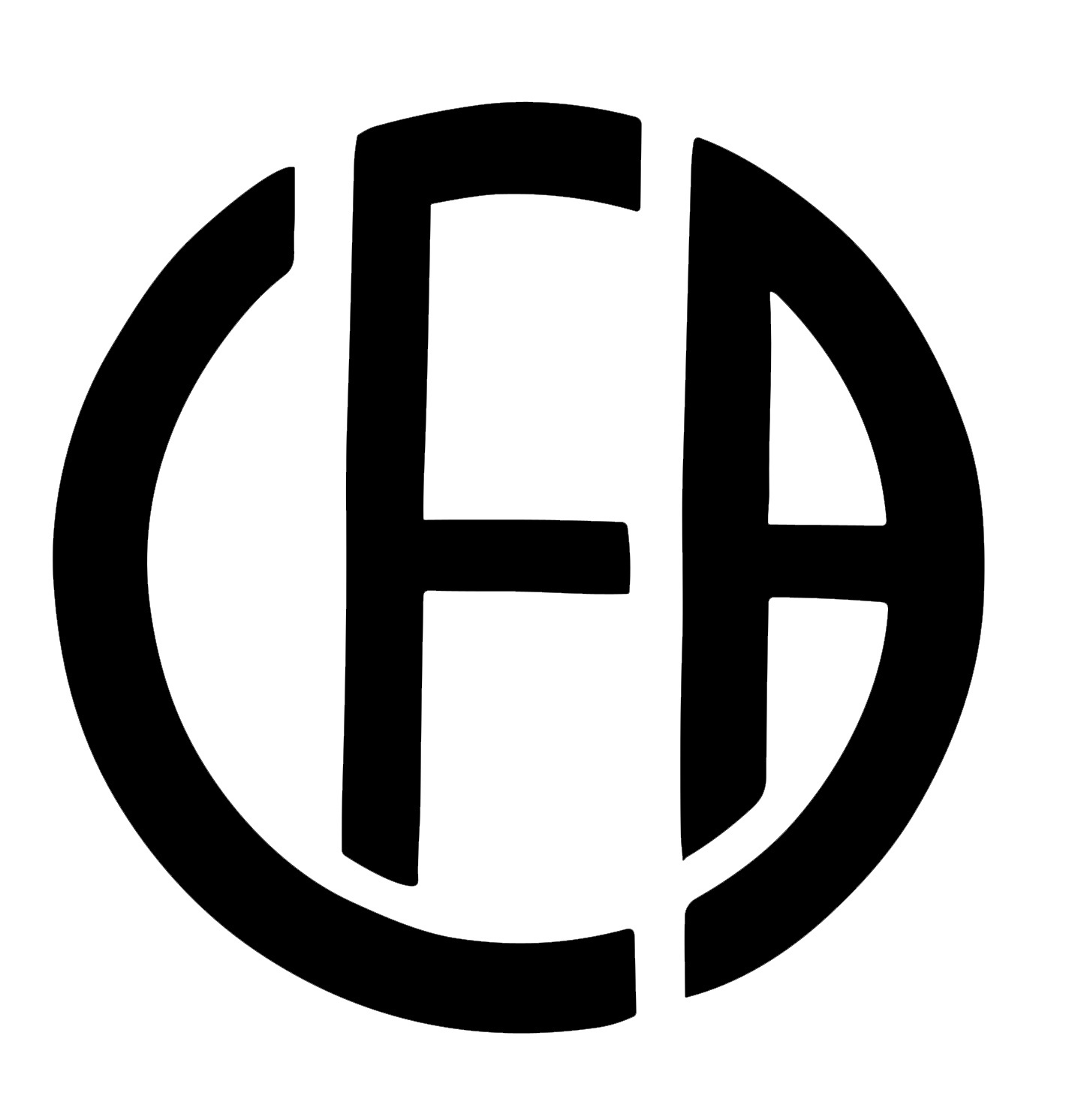
Logo apparu en 1950.